# Manu Ferrera
Pour les articles homonymes, voir Ferrera (homonymie).
Manu Ferrera (né le 21 octobre 1958) d'origine belgo-espagnol.
Durant sa carrière il a été entraîneur, entraîneur adjoint et directeur sportif de football.

Il est le frère ainé d'Emilio Ferrera et l'oncle de Yannick Ferrera.
Il a participé au titre de champion de Belgique 2008 du Standard de Liège en tant qu'adjoint de Michel Preud'homme. Lorsque ce dernier quitte le Standard en mai 2008, Manu Ferrera le suit à La Gantoise. Là, il fut des années l'adjoint de plusieurs entraîneurs, quelques fois il a remplacé l'entraîneur qui était licencié, avant qu'il soit devenu le directeur des jeunes joueurs en 2014.
Il quitte Gand en mai 2019 pour être l'adjoint de Marc Wilmots auprès de l'équipe nationale iranienne.
Le 25 octobre 2024 il est nommé directeur sportif du RAEC Mons, Le 17 août 2025 le club annonce la mettre à terme à leur collaboration.

## Carrière
- Seraing
- Anderlecht (jeunes)
- Charleroi
- SC Eendracht Alost
- KV Courtrai
- Standard de Liège (adjoint de Michel Preud'homme)
- KAA La Gantoise 2008 - 2014 (adjoint de Michel Preud'homme, puis de Trond Sollied)
- KAA La Gantoise 2014 - 2019 (directeur des jeunes)
- KAA La Gantoise 2019 (entraîneur des espoirs)
- Iran 2019 (adjoint de Marc Wilmots)

Comme joueur, il est passé par le Crossing de Schaerbeek, le SC Eendracht Alost et Hiroshima (Japon)
- RAEC Mons 2024-2025   (Responsable de la cellule sportive)